# Adranos

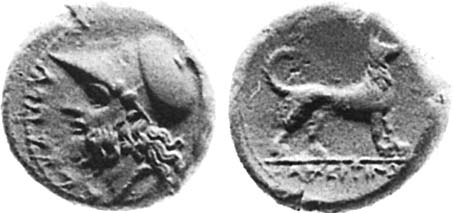
Münze der Mamertiner. Avers Adranos, Revers ein Hund

Adranos (altgriechisch Ἀδρανός Adranós) ist eine antike regionale Gottheit in Teilen Siziliens, der besonders in Adranon verehrt wurde. Er ist nach einer Version des Mythos der Vater der Palikoi.
In der Stadt befand sich ein regionales Kultzentrum, wo nach Auskunft Diodors Hundeopfer ausgeführt wurden. Claudius Aelianus berichtet, dass dort bis zu tausend Hunde gehalten worden seien, welche die Besucher tagsüber begrüßten und die Betrunkenen nachts nach Hause geleitet haben. Schlechte Besucher seien von ihnen zerrissen worden.
Die Abbildung seines Kopfes findet sich auf einer Münze der Mamertiner, die zwischen 275 und 250 v. Chr. geprägt wurde. Auf dem Revers ist ein Hund abgebildet.